# Сантяго Калатрава
Сантяго Калатрава (на испански: Santiago Calatrava Valls) е испански архитект, известен със своите органични проекти, които стават все по-популярни по света.

## Биография
Роден е на 28 юли 1951 година във Валенсия, Испания. Кара студентски курсове в Училището по архитектура и Училището по изкуства и занаяти в родния си град. След като завършва през 1975, записва строително инженерство в Swiss Federal Institute of Technology в Цюрих, Швейцария.
Калатрава е повлиян от френско-швейцарския архитект Льо Корбюзие, чиято църква Нотър Дам дю От (Капелата в Роншан) подтиква Сантяго да изследва, как една сложна форма може да бъде разбрана и създадена от архитектурата. През 1981 г., след завършването на докторската си дисертация „За огъването при пространствено-прътовите конструкции“, той започва своята архитектурна и инженерна практика.
Уникалният, силно въздействащ творчески стил на Калатрава е резултат от оригинална архитектурна визия, свързана хармонично със строгите принципи на инженерството. Неговите работи често напомнят органични структури от природата и могат да бъдат описани като антропоморфни. Някои от неговите мостове издигат проектирането на инженерни съоръжения до нови висоти. Той проектира многобройни железопътни гари, отличаващи се със светли, открити и лесно достъпни пространства.
Въпреки че е известен предимно като архитект, Калатрава също е и плодовит скулптор и художник, като твърди, че архитектурната практика обединява всички тези изкуства в едно.
Първата работа на Калатрава в Съединените щати е Quadracci Pavilion до Музея за изкуства в Милуоки (Milwaukee Art Museum).
Един от неговите най-нови проекти, жилищен небостъргач наречен „80 South Street“ на името на неговия адрес, е съставен от 10 градски къщи (townhouses) във формата на кубове подредени една върху друга. Къщите са разполагат във височина по главна греда стълбовидно, като така всяка къща има собствен покрив. Този подход „къщи в небето“ привлича много клиенти, готови да платят до 30 милиона долара за един куб. Този небостъргач ще бъде построен във финансовия център на Ню Йорк с изглед към река Ийст.
Калатрава е проектант и на бъдещ небостъргач 400 North Lake Shore Drive в Чикаго, преди известен като Fordham Spire.
Калатрава също е проектирал и три моста, които е възможно да бъдат реализирани над река Тринити в Далас, първият от които е започнат през 2005. Когато бъде завършен (по план през 2010), Далас ще бъде вторият град след Haarlemmermeer, в който има три моста на Калатрава.
Калатрава е проектирал сградата Обръщащия се торс (Turning Torso) в Малмьо, Швеция, официално открита на 25 август 2005. Тя се състои от девет куба, всеки от по пет етажа, които са завъртени един спрямо друг. По този начин се създава впечатление, че цялата сграда е усукана, като най-високата част е извита на 90° спрямо приземния етаж. С височина 190 метра „Обръщащия се торс“ е най-високата сграда в Скандинавия, най-високата жилищна сграда в Европейския съюз и втората най-висока в Европа.

## Почетни степени
- 1993 Доктор хонорис кауза на Университетската политехника във Валенсия
- 1994 Доктор хонорис кауза на Университета „Хериът-Уот“
- 1994 Доктор хонорис кауза на Севилския университет
- 1995 Доктор хонорис кауза на Университета в Салфорд
- 1996 Доктор хонорис кауза на Университета в Страчклайд
- 1997 Почетен доктор на Училището по инжерни науки на Милуоки
- 1997 Доктор хонорис кауза на Делфтския технологичен университет
- 1999 Доктор хонорис кауза на Университета в Касино
- 1999 Доктор хонорис кауза на Лундския университет
- 1999 Почетен доктор на Ферарския университет
- 2004 Почетен доктор на Technion – Израелския технологически институт
- 2005 Почетен доктор на Южния методистки университет
- 2006 Почетен доктор по инженерни науки на Политехническия институт „Ранселар“
- 2005 Доктор хонорис кауза на Солунският университет „Аристотел“
- 2007 Почетен доктор по инженерни науки на Колумбийския университет
- 2008 Доктор хонорис кауза на Университета в Тел Авив
- 2009 Доктор хонорис кауза на Оксфордския университет
- 2009 Доктор хонорис кауза на Университета „Камило Хосе Села“ в Мадрид
- 2010 Доктор хонорис кауза на Лиежкия университет
- 2012 Почетен доктор на Института „Прат“ в Ню Йорк
- 2013 Доктор хонорис кауза на Технологичния институт на Джорджия[1]
- 2016 Доктор хонорис кауза на Националния политехнически институт в Мексико[2]